# Boulevard du Palais (série télévisée)
Pour les articles homonymes, voir Boulevard du Palais.
Boulevard du Palais est une série télévisée policière française en 55 épisodes de 90 minutes créée par Marie Guilmineau, inspirée des personnages du roman Les Orpailleurs de Thierry Jonquet, et diffusée du 26 février 1999 au 28 juin 2017 sur France 2, en Suisse sur RTS Un et en Belgique sur La Une.
Fin 2015, l'arrêt de la production de la série est annoncée, avec comme objectif annoncé de rajeunir l'âge des téléspectateurs de la chaîne. La diffusion d'épisodes inédits serait toutefois prolongée jusqu'en 2016.

## Synopsis
L'action se déroule principalement au palais de justice de Paris. Le juge Nadia Lintz est chargée des affaires criminelles en étroite collaboration avec le commandant Rovère. Les personnages de Boulevard du Palais sont inspirés du roman de la Série noire de Gallimard : Les Orpailleurs (1993), de Thierry Jonquet, ainsi que de sa suite, Moloch (1998).

## Distribution

### Acteurs principaux
- Anne Richard : Nadia Lintz, juge d'instruction à l'enfance difficile ;
- Jean-François Balmer : Commandant Philippe Rovère (parfois prénommé Gabriel dans certains épisodes), de la Police Judiciaire, enquête très souvent pour le compte de « Madame la juge », à laquelle le lie une amitié tendre et bourrue, d'ailleurs réciproque. Manifeste une dépendance certaine à l'alcool ;
- Olivier Saladin : Docteur Hannibal Pluvinage, médecin légiste et poète torrentiel, ami indéfectible de Rovère ;
- Philippe Ambrosini : Lieutenant Dimeglio, corse, adjoint et ami non moins indéfectible du commandant Rovère.

### Acteurs récurrents

#### Palais de justice
- Jean-Marie Frin : Le président du tribunal (saison 1 à 4, 5 épisodes) ;
- Pierre-Arnaud Juin : Bastien Montagnac, juge, ami de Maryse et intérêt romantique de Nadia (saisons 1 et 2, 4 épisodes) ;
- Anne Cressent : Charlotte, greffière de la juge Lintz (saisons 10 à 17, 24 épisodes) ;
- Anne-Sophie Germanaz : Émilie, greffière de la juge Lintz, remplace Charlotte en congé maternité (saisons 15, 4 épisodes) ;
- Marion Game : Mme Simone Rivière, greffière de la juge Lintz (saisons 1 à 9, 27 épisodes) ;
- Stéphane De Groodt : Pascal Jagot, procureur de la République (saisons 6 à 9, 14 épisodes) ;
- Éric Naggar : Le procureur (saison 15 et 16, 3 épisodes) ;
- Fadila Belkebla : Leila, procureur de la République (saisons 11 à 14, 11 épisodes) ;
- Valérie Leboutte : Maryse, procureur de la République (saisons 1 à 3, 6 épisodes) ;
- Cylia Malki : Yasmine, procureur de la république (saisons 10 et 11, 4 épisodes) ;
- Guillaume Cramoisan : Arnaud Barthélémy, vice-procureur de la république (saisons 15, 4 épisodes) ;
- Julie Victor : Adèle Lafleur, substitut du procureur, (saisons 15 à 17, 13 épisodes) ;
- Alexandre Cros : Jagot, procureur de la République (saison 6, 2 épisodes) ;

#### Policiers
- Frédéric Haddou : Lieutenant Choukroun (saisons 1 à 9, 26 épisodes) ;
- Cassandre Vittu De Kerraoul : Lieutenant Tina Varese (saisons 15 à 17, 14 épisodes) ;
- Jean-Marie Lamour : Gendarme Thomas Servier (saison 4, 2 épisodes) ;

#### Autres
- Michel Robin : Isy, ami de Nadia (saisons 1 à 8, 15 épisodes) ;
- Fred Nony : Frédo, barman du bar que fréquente Rovère (saisons 6 à 9, 13 épisodes) ;
- Jean-Louis Tribes : Luigi, barman du bar que fréquente Rovère (saison 1 à 5, 9 épisodes) ;
- Carlos Leal : Philippe, petit ami de Nadia (saisons 11 et 12, 6 épisodes) ;
- Audrey Hamm : Clarisse, prostituée et indic de Rovère (saison 7 à 9, 4 épisodes) ;
- Yveline Hamon : Claudie Rovère, ex-femme de Rovère (4 épisodes) ;
- Léa Betremieux : Chloé Fresnay (saison 14, 4 épisodes) ;
- Marie Mergey : Madame Lintz, mère de Nadia (3 épisodes) ;
- Matthieu Rozé : Simon Plissonier, journaliste (saison 6 et 8, 2 épisodes) ;
- Christof Veillon : Christophe, petit ami de Pascal Jagot (saison 6 et 8, 2 épisodes) ;
- Sophie Mounicot : Valérie (saison 15, 2 épisodes) ;
- Jules Angelo Bigarnet : Hugo, fils du lieutenant Dimeglio (saison 16, 2 épisodes) ;

## Production

### Tournage
Les deux épisodes de la treizième saison,  Angle mort et  Fou à délier, sont tournés du 4 avril au 26 mai 2011.
Les deux premiers épisodes de la quinzième saison,  Silence de mort et  Une juste cause, sont tournés du 8 juin au 1er août 2012 dans la région parisienne. 
Deux épisodes de la seizième saison,  Pour oublier et  Je ne voulais pas, sont tournés au printemps 2014.

### Fiche technique
- Titre : Boulevard du Palais
- Création : Marie Guilmineau
- Réalisation : Christian Bonnet (10 épisodes), Thierry Petit (6 épisodes)
- Scénario : Thierry Jonquet (12 épisodes), Jean-Luc Estebe (12 épisodes), Nicolas Kieffer (10 épisodes)
- Décors : Marc Barroyer (32 épisodes)
- Costumes : Ann Dunsford (40 épisodes)
- Photographie : Yves Dahan (12 épisodes), Philippe Lu (7 épisodes), François Krumenacker (6 épisodes)
- Montage : Frédéric Viger (6 épisodes), Thierry Rouden (5 épisodes)
- Musique : Florence Caillon (33 épisodes), Christophe La Pinta (12 épisodes)
- Casting : Bénédicte Guiho (17 épisodes), Mamade (9 épisodes)
- Production : Christophe Valette et Jean-Pierre Guérin
- Sociétés de production : GMT Productions, France Télévisions
- Sociétés de distribution : France 2 (France)
- Budget :
- Pays d'origine :  France
- Langue originale : français
- Format : couleur
- Genre : Série policière et judiciaire
- Durée : 90 minutes

### Diffusion internationale
En Belgique, la série est diffusée sur La Une.
En Catalogne, la série est diffusée sur TV3.
Au Brésil, la série est diffusée sur TV5Monde.

## Épisodes
La série compte 17 saisons et 55 épisodes.

### Hommage
L'épisode 35,  Trop jeune pour toi, contient un hommage à Thierry Jonquet, auteur des romans dont sont issus les personnages de la série.
- 25e minute : Rovère reçoit un appel qui l'attriste : un de ses amis est dans le coma.
- 26e minute : Il en parle avec Pluvinage : « C'était un peu mon p'tit frère, […] 55 ans, […] on peut parler à quelqu'un qui est dans le coma ? Est-ce qu'il nous entend ? — Qui sait ? […] — Il aimait bien un poème de Victor Hugo […] À ceux qu’on foule aux pieds… » et les voici tous deux en train de retrouver les paroles de ce poème : « …Vous les avez laissés en proie au labyrinthe. Ils sont votre épouvante et vous êtes leur crainte. » Et Rovère d'ajouter à propos de ce vers : « C'est le titre… de son dernier livre. »
- 38e minute : Rovère va à l’hôpital tout en se récitant (voix off) le poème, mais il renonce à parler à son ami dans le coma.
- 46e minute : À Pluvinage : « J'ai essayé d'aller le voir… j'ai pas pu »
- 61e minute : À Pluvinage et Nadia : « C'était un ami, un écrivain très noir, avec un cœur très tendre… […] on était très complices dans le silence… »
- 86e minute : un suspect trouve un livre sur le bureau de Rovère : « Vous aimez Jonquet ? … Moi aussi, beaucoup… »
- 89e minute : Nadia : « J'ai vu ce matin que Thierry Jonquet était mort. » Rovère : « Oui. Il s'est éteint paisiblement comme disent les médecins. Que sait-on de la mort ? Est-ce qu'elle est paisible ? …». Suit un dialogue sur les expressions toutes faites, les amis qui disparaissent, etc. Rovère : « Les mots, ils continuent de tintabuler (sic) dans notre tête… » suivi de quelques titres de romans de Jonquet.
- 91e minute : Pour finir, gros plan sur une page du journal Libération du 11 août 2009 montrant une photo de Thierry Jonquet avec le titre Jonquet fait table rase.

## Accueil

### Audiences
Alors que France 2 a annoncé la fin de la série et que celle-ci diffuse les derniers épisodes durant la période estivale juillet-août, la série continue de faire des bons scores et parvient à talonner une série concurrente américaine diffusée sur TF1.

### Réception critique
La série obtient un score de 2,9 sur cinq sur Allociné pour 157 notes dont 23 critiques.
Isabelle Potel, de Libération, trouve les personnages « plutôt moins stéréotypés et ringards qu'à l'accoutumée », avec une mention spéciale pour l'interprétation de Jean-François Balmer. La série montre un travail d'équipe et passe en revue tous les métiers du Palais de justice. Elle déplore cependant que les affaires ne soient pas à la hauteur, telles que les séries américaines Ally McBeal ou The Practice.

### Récompenses
- 2002 : Meilleure série de 90 minutes au Festival de la fiction TV de Saint-Tropez, pour l'épisode Les Murmures de la forêt au [7].
- 2014 : Polar de la meilleure série francophone de télévision